# ريتشارد جاي غودوين
ريتشارد جاي غودوين (بالإنجليزية: Richard J. Goodwin)‏ هو مهندس معماري أسترالي، ولد في 1953.